# 哈奇斯H35/H38/H39
哈奇開斯H系列坦克包括了哈奇開斯H35、H39，是法国于二战前研发的一款骑兵坦克。最初，该型坦克本来被设计作为一款步兵坦克，但因其在越野行驶时难以操纵，从而影响步坦协同动作，而被法军步兵拒绝装备。法军骑兵于1936年将其作为骑兵坦克装备。

## 歷史

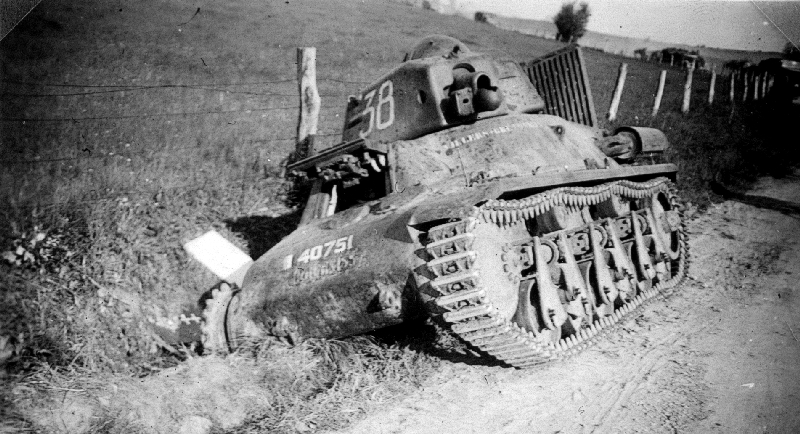
法国战役期间一辆被遗弃的H39坦克，注意其依旧装备老式的SA18主炮

### 哈奇開斯H35
1935年輕型坦克H型（法語：Char léger modèle 1935 H），通稱哈奇開斯H35。是法國在二戰前研發的輕型坦克。
在1934年，法國軍隊想研發出一款輕型坦克與S-35共同作戰。而早在1933年，法國步兵部隊就訂購了一款坦克，這款坦克的原型車在1934年完成（由雷諾公司制造）。但是這款坦克最終因為步兵部隊更加青睞R35坦克因而被拒絕。但是，之后它被騎兵接受，并被命名為1935年輕型坦克H型，也就是H35。在二戰爆發前，步兵也採購了一些這種坦克。
H35重達11.4噸，由一臺6缸汽油機驅動，功率75匹马力。最大速度28km/h。

### 哈奇開斯H39
哈奇開斯H39，H35的改進型。工厂编号为Char léger Hotchkiss modèle 38 série D，而陆军对其的编号为Char léger modèle 1935 H modifié 39，因此H38与H39实际上是同一个改进型号。 
H39型坦克使用功率更大的120匹马力发动机，最大速度提升至36km/h。 其駕駛員坐在底盤的前方偏右的位置。相比H35，后引擎蓋幾乎是水平的。自1940年起，法军开始为H39型及少量H35型坦克装备反坦克能力更强的SA38式34倍径37毫米主炮。被缴获的该型坦克曾經被德軍改裝為自行火炮，驅逐戰車。

## 服役情況
在戰前一共有821輛H35與H39坦克在法國軍中前線服役。

## 他國的使用

### 納粹德國

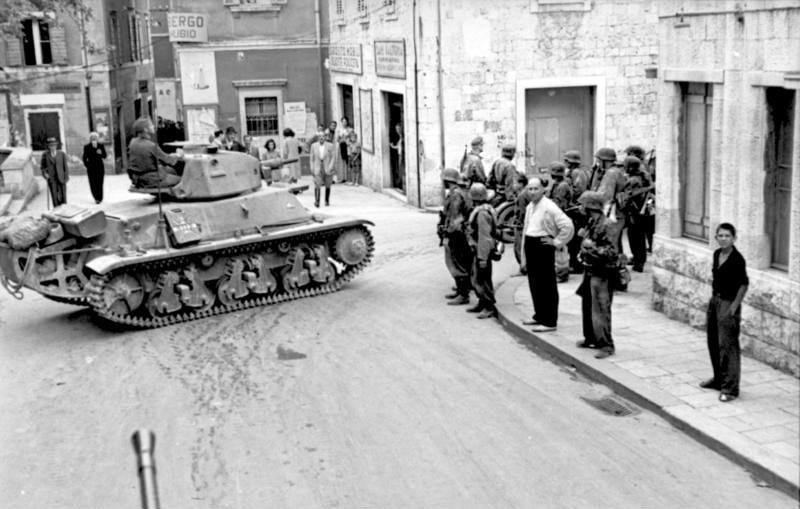
德軍使用的哈奇開斯坦克，攝于1943年

納粹德國曾經使用H系列坦克的底盤改裝為自行火炮和驅逐戰車。

#### 38H(f)號驅逐戰車
38H(f)號驅逐戰車（德語：Pzkpfw.38H(f)）也稱為75mm Pak 40。法國的阿爾弗雷德·貝克爾公司將H38坦克的炮塔取下，改為固定戰鬥室，并安裝75mm Pak40反坦克炮。改造從1942年晚期持續到1943年，共完成60輛。

#### 38H(f)號105mm自行榴彈炮
38H(f)號105mm自行榴彈炮，車體結構與38H(f)號驅逐戰車大致相同，但是裝備了德軍的105mm Le FH 18/40榴彈炮（亦有資料稱為105mm Le FH 18）。阿爾弗雷德·貝克爾公司于1943年改裝了48輛。

### 以色列

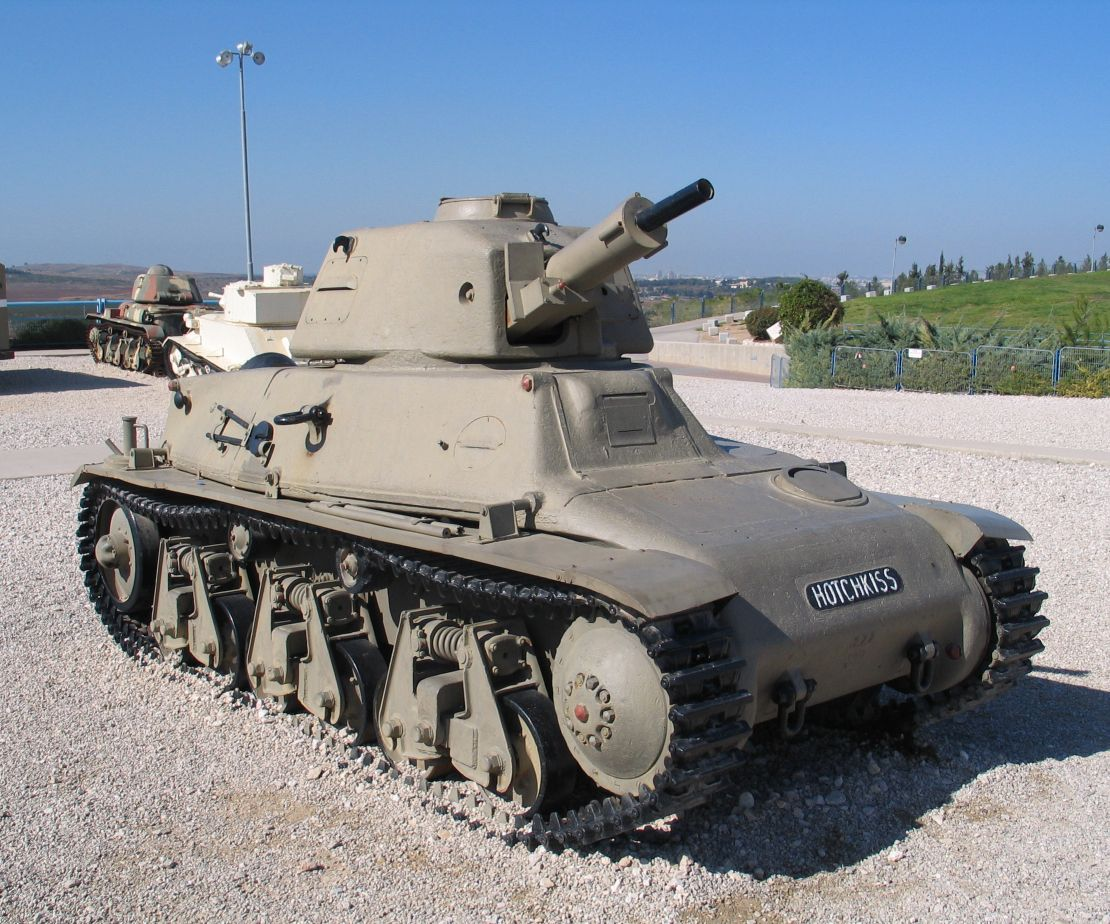
以色列曾經使用過的H39

以色列在建國之初，裝甲兵裝備了10輛哈奇開斯H39坦克。由法國在1948年運抵。

## 用戶
- 法國
- 波蘭
- 納粹德國
- 保加利亚
- 匈牙利
- 南斯拉夫
- 以色列

## 腳注/來源
1. 1 2 3 4 5 6  David Miller. . 2000: pp.56–59. ISBN 9780760308929 （英语）.
2. 1 2 3  Steven J. Zaloga. . Osprey Publishing. 2014: 22,26. ISBN 9781782003922.
3. 1 2  .   [2014-01-07]. （原始内容存档于2014-01-07）.
4. ↑  .   [2014-01-07]. （原始内容存档于2014-01-07）.